# Ilona horvát királyné
Árpád-házi Ilona / Szép Ilona (horvát nyelven Jelena Lijepa) (1050 után – 1091 körül) magyar királyi hercegnő, házassága révén horvát és szlavón királyné.

## Élete
Édesapja I. Béla magyar király, Vazul magyar herceg és egy Tátony nembeli leány harmadik fia. Édesanyja Richeza lengyel hercegnő, II. Mieszko lengyel fejedelem és Richeza lotharingiai grófnő leánya.
Ilonának három fiútestvére (I. Géza, I. László, Lambert herceg) és három leánytestvére (Zsófia weimari-isztriai őrgrófné, majd szász hercegné, Eufémia morva hercegné és egy ismeretlen nevű) volt.

## Házassága
Ilonát 1063 körül feleségül adták Zvonimir Demeter horvát királyhoz. Házasságukból két gyermek ismert, Radovan, aki tizenéves korában, még szülei életében meghalt, és Claudia, aki egy horvát nemes neje lett. Férje 1089-ben halt meg.